# Crossidium karoo
Crossidium karoo là một loài rêu trong họ Pottiaceae. Loài này được R.H. Zander & Hedd. mô tả khoa học đầu tiên năm 2011.